# Ardestān (kommunhuvudort i Iran)
Ardestān (persiska: اردستان) är en kommunhuvudort i Iran.   Den ligger i provinsen Esfahan, i den centrala delen av landet, 270 km söder om huvudstaden Teheran. Ardestān ligger 1 215 meter över havet och antalet invånare är 16 058.
Terrängen runt Ardestān är kuperad söderut, men norrut är den platt. Terrängen runt Ardestān sluttar norrut. Runt Ardestān är det mycket glesbefolkat, med 4 invånare per kvadratkilometer. Det finns inga andra samhällen i närheten. Trakten runt Ardestān är ofruktbar med lite eller ingen växtlighet.